# 綾野みゆき
綾野 みゆき（あやの みゆき、1985年12月9日 - ）は、日本のAV女優。ピースプロモーション所属。

## 略歴・人物
2005年にAVデビュー。趣味は華道。

## 出演作品

### アダルトビデオ
2005年
- 失神するまで突いて下さい！（6月11日、オーロラプロジェクト）
- ウリをはじめた制服少女（7月1日、プレステージ）
- 新・生撮り（秘）映像2（7月8日、ジャネス）
- 極嬢 2（9月22日、プレステージ）
- マンコ喰い込みギャランドゥ（10月5日、YeLLOW）
- 女子校生拉致監禁 VOL.29（10月14日、ゴーゴーズ）
- 地方出身者限定◆ウブなお嬢さん パンティ～一枚喫茶店で脱いで働けますか？+（秘）裏ウエイトレス編おかわりサービス付き（10月20日、SODクリエイト）
- もしもこんな痴女がいたら… 6（11月25日、ケイ・エム・プロデュース）他出演：姫島瑠梨香、東宮寺爽、柊杏奈、小林かすみ、楓、nao.
- もしもこんな○○があったら…パート5 （12月4日、V&Rプロダクツ）他出演：遠山若菜、笠木あやか、滝沢由紀、松本真紀、矢作ゆりあ、川村奈美、葉月真琴

2006年
- プチ拘束　絶叫リアルエクシタシー（2月10日、激弾カーニバル）他出演：武田まこ、君島冴子
- MOODYZファン感謝祭 バコバコバスツアー 2006（3月13日、MOODYZ）共演：明乃夕奈、早乙女みなき、瞳れん、相馬美雨、笠木あやか、清原りょう、SARINA、浅野はるか、相澤夢、吹石めぐみ、片瀬渚、日野雫、市橋さやか、相楽ひかる、大島華恋
- HIGH SCHOOL FUCK（4月1日、アイデアポケット）他出演：山崎恭香、森野雫、早乙女未央
- 美人素人限定　ハメ撮り倶楽部3（4月18日、KSWK）他出演：葉山ゆかり
- Age 20歳（4月19日、CROSS）他出演：要涼、華月優、宮下あおい
- 淫唇発狂バイブル　電マ責め 2（4月20日、ベイビーエンターテイメント）他出演：愛川紗季、聖瑛麻、諸星茜
- EROSTAR episode 2（5月30日、ゴリラプロジェクト）他出演：真中莉子
- おはズボッ！そんなに突いたらアソコ壊れちゃう！ ハプニング続出！イキまくる美人GAL大集合（6月21日、アテナ映像）他出演：川尻みゆき、三好瑠華、水樹凛、AYA
- メガネメイドしか見たくない！4時間（8月4日、トータル・メディア・エージェンシー）他出演：桜沢まひる、田中美久、真中莉子、姫野るり、宝月ひかる、さくらの、飯沢もも
- やりまんどしろーと Vol.02（8月25日、メディアサプライ）他出演：葉山ゆかり
- ぶるみず女子校生*ist（8月25日、ビッグモーカル）他出演：山崎恭香、鈴木真央、杏まり、平山加奈
- ねぇ、お兄ちゃん！ 02（9月1日、ゴーゴーズ）他出演：早希なつみ、相沢みく、遠野あい、今野由愛、いつか、小林かすみ、吉田茶羅、姫乃玲、星野つぐみ、葉山リカ、こずえまき、長谷川ちひろ、春海あすか、桜井りさ、萩原めぐ、RIRICO、薫まい、鈴木ありさ、あいり
- 社内美人コンテスト Ⅲ（10月5日、SODクリエイト）共演：かわいかのん、二岡ゆり、千葉悠梨、天海遥、安倍麻沙美、平山加奈、杉浦まな、桜沢まひる、若葉薫子、落合ゆき、関彩菜、雨宮せつな
- レイプされる8人の女教師　レイプされる8人の女教師　女教師レイプ（10月10日、隼エージェンシー）他出演：小春、安奈久美、ひかり、菅野亜梨沙、木村那美、速水怜、西尾いずみ
- 代官山スタイル集団痴女（10月19日、CROSS）共演：菅野亜梨沙、姫野愛、川尻みゆき、鈴木えみり、瀬咲るな
- 中出し＠援交ギャル（10月19日、ブラボー）他出演：蛯原みなみ、流海、新川舞美、来栖もも、ひかり、舞乃るあ
- 黒タイツ美脚女子校生 02（10月25日、ビッグモーカル）他出演：杏まり、斎藤めぐみ
- THE DOG GAME 3 監禁獣姦レイプ（10月25日、アルファーインターナショナル）
- 近親相姦中出し7人の近親中出し物語（11月19日、ブラボー）他出演：観月優、咲月ゆり、椎名りく、桜沢まひる、栗原まあや、蒼月ひかり
- 愛しのフェラチーオ V 17人のザーメン中毒（12月10日、隼エージェンシー）他出演：持田茜、華美月、椎名りく、澤野ゆかり、新川舞美、斎藤めぐみ

2007年
- 美少女女子高生援交（1月1日、ヴィ）他出演：AI、姫乃あん
- 愛情痴女とちょいダメ包茎おやじ（2月1日、ヴィ）共演：つゆの優、柳田やよい、池野朋
- 不道徳肉体関係（6月25日、ながえスタイル）他出演：相川るい、常盤みどり
- 喰い込み　パイパン　膣の中 4時間（9月25日、YeLLOW）他出演：矢藤あき、波崎美優、若葉かおり、加藤まみ、持田茜、日野鈴、RION
- 獣姦交尾（10月5日、映天）他出演：桜田さくら、椎名るみ、藤井彩、寺田ゆみ
- 禁断の性的いたずら　変態村（10月25日、ながえスタイル）他出演：平山ゆいな、桜沢まひる、藤本ちさと